# サルペトリエール病院
ピティエ＝サルペトリエール病院（ピティエ＝サルペトリエールびょういん、仏: Hôpital de la Salpêtrière、英: Pitié-Salpêtrière Hospital）は、フランス・パリ13区にある総合病院である。

## 歴史
元々は、サルペトリエールは火薬工場であった（Salpêtre とは硝酸ナトリウムのことで、火薬の成分である）。しかしその後、パリの貧民らのためのゴミ箱に変えられた。男性はビセートル病院、女性はサルペトリエール病院にそれぞれ収容された。それは売春婦を収容する刑務所にも使われ、精神障害者、犯罪を犯した責任能力喪失者、てんかん患者、貧民等を拘束しておく場所でもあった。そこには注目すべき大量のネズミもいた。

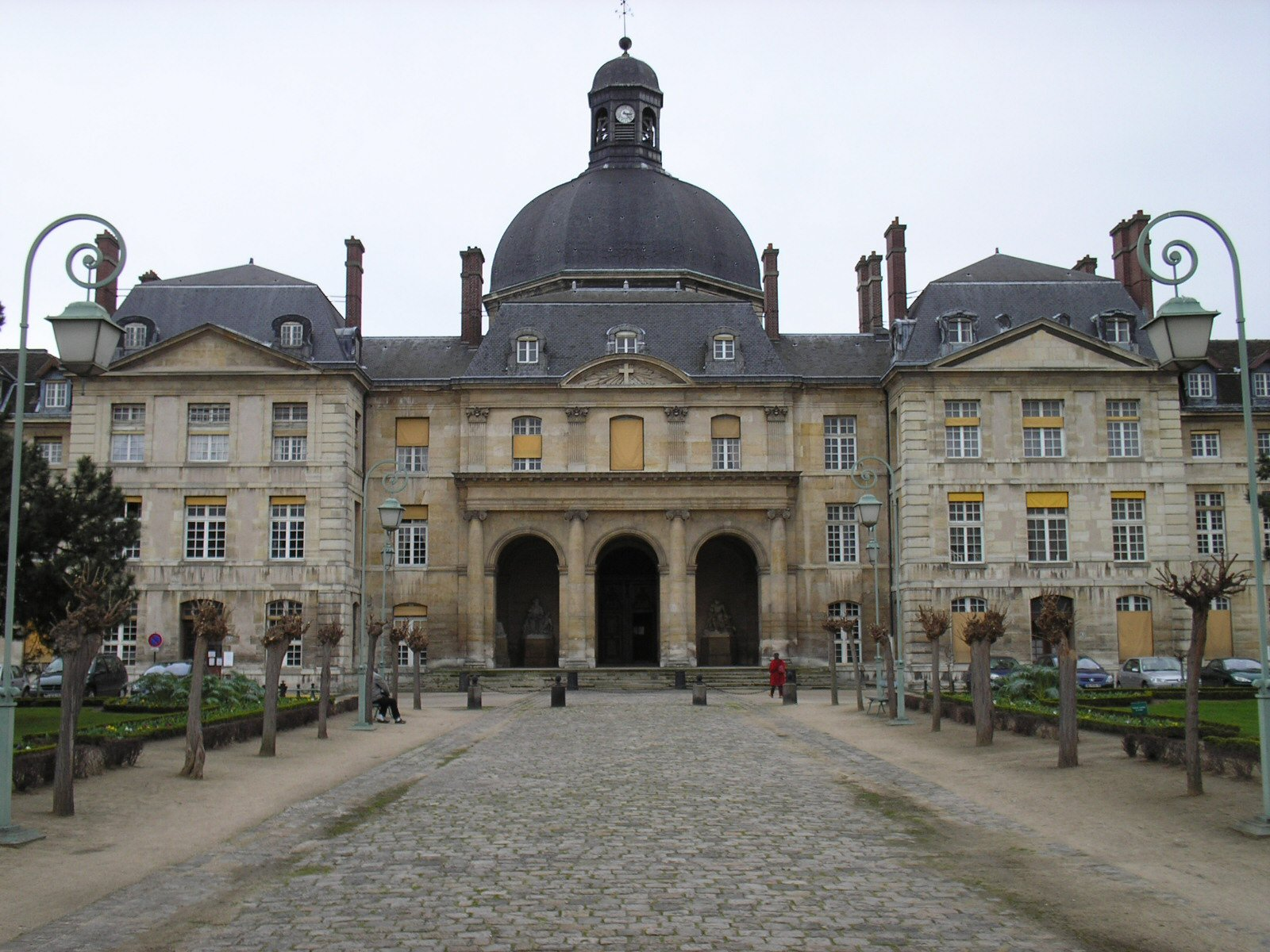
ブリュアン設計の、病院付属礼拝堂

1656年、ルイ14世は建築家リベラル・ブリュアン (Libéral Bruand ) に命じて、工場のあった場所に病院を建てさせ、サルペトリエール療養所（Hospice de la Salpêtrière）をつくった。1684年に建物は拡張された。
フランス革命前夜、病院は世界最大級の規模で、1万人の患者とさらに300人の囚人がいた。囚人のほとんどがパリの街頭から一掃された売春婦たちだった。サルペトリエールから、彼女たちは囚人として一対にされて新大陸のヌーベル・フランスへ強制的に送り込まれた。
1792年の九月虐殺の間、サルペトリエールは9月3日から4日の夜にかけて群衆に襲撃された。群衆は、貧しい労働者階級の暮らすフォーブール＝サン＝マルセル地区からやってきており、病院に拘留されている街娼たちの解放を公言していた。134人の売春婦が解放された。25人の精神病の女性たちは不運だった。彼女たちは引きずり出され、その一部は鎖につながれたままだった。彼女たちは通りに放り出され、殺害された。革命初期の自由化の段階でジロンド派であったロラン夫人は、自らの回顧録にて『革命は悪に染まってから、恐ろしいものになった。』と述べている。

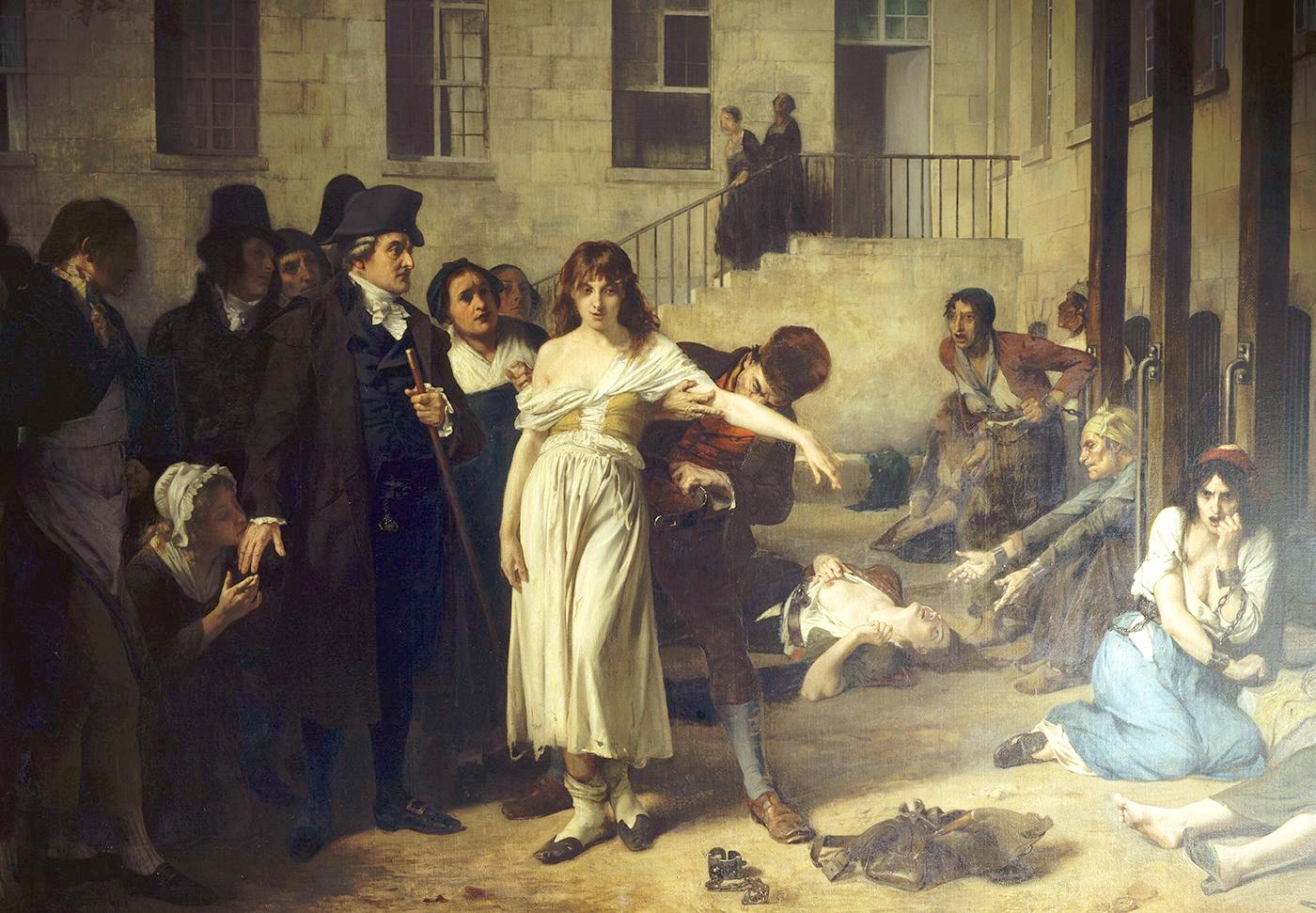
サルペトリエールの患者たちから鎖を外すよう命じるピネル、1795年

19世紀初頭、暴力的な精神病院の処置において最初の人道的改革がフィリップ・ピネルによって始められた。ピネルは百科全書派の友人であった。ピネルの彫刻像は、マリー・キュリー広場に面した病院の正面玄関前に立っている。後に、ジャン＝マルタン・シャルコー医師が部門を引き継ぐと、サルペトリエールは精神科の中心として知られるようになった。シャルコーは、多くの場合現代神経学の創始者として記憶されている。サルペトリエールの病棟での彼の教育活動は、神経梅毒、てんかん、および脳卒中を含む多くの人間の自然史と病態を解明する手助けとなった。シャルコーの講義を聞くためにヨーロッパ中から学生たちがやってきた。その中には、若き日のジークムント・フロイトもいた。
1612年頃創設されたピティエ病院は、1911年にサルペトリエールの隣に移転された。1964年に両者は統合され、ピティエ＝サルペトリエール病院となった。ピティエ＝サルペトリエールは今や総合教育病院で、主要な医学の専門分野ほとんどに焦点を当てている。
数多くの著名人がピティエ＝サルペトリエールで治療を受けている。フランス元大統領ジャック・シラクは、2008年にピティエ＝サルペトリエールでペースメーカーを装着した。この病院で息を引き取った著名人には、ジョセフィン・ベーカー、ダイアナ妃、元自転車競技選手ローラン・フィニョンらがいる。

## 関連人物
- フィリップ・ピネル
- ジャン・エティエンヌ・ドミニク・エスキロール - ピネルの弟子にあたる精神病理学者
- ジャン＝マルタン・シャルコー
- ジークムント・フロイト
- ポール・リッシェ
- ピエール・ジャネ
- ジョゼフ・ババンスキー
- マリア・モンテッソーリ
- ジャック・ラカン